# 토니 우드콕
앤서니 스튜어트 우드콕(영어: Anthony Stewart Woodcock, 1955년 12월 6일, 노팅엄셔 주 이스트우드 ~)은 토니 우드콕(Tony Woodcock)이라는 이름으로 알려져 있는 잉글랜드의 전직 국가대표 축구 선수로, 현역 시절 잉글랜드와 서독 무대의 노팅엄 포리스트, 쾰른, 그리고 아스널에서 스트라이커로 활약했다. 우드콕은 1979년에 노팅엄 포리스트 소속으로 유러피언컵(챔피언스리그의 전신)을 우승했다.

## 클럽 경력

### 초기 경력
노팅엄셔 주 이스트우드 출신인 우드콕은 유년 시절 앨런과 스티브 버클리로부터 훈련을 받았고, 부친의 지도 하에 프라이오리 셀틱에서 축구를 시작했다. 그는 노팅엄 포리스트와 1974년 1월에 계약을 맺으며 1군 신고식을 치렀다. 링컨 시티와 동커스터 로버스에 임대되어 경력을 쌓은 우드콕은 1976-77 시즌에 포리스트 1군 주전으로 도약해 1부 리그 승격에 일조했다. 우드콕은 이후 링컨 임대 시절 그래엄 테일러의 지도에 힘입어 보다 완성도 높은 선수가 되었다고 공을 돌렸다. 브라이언 클러프 감독 체제에서, 포리스트는 1978년에 1부 리그와 풋볼 리그컵을 우승했고, 우드콕은 같은 해 PFA 올해의 신인 선수로 선정되었으며, 1979년에는 유러피언컵 우승을 거두었다. 그는 사우샘프턴과의 1979년 풋볼 리그컵 결승전에서 승리할 당시해도 골을 넣었다.

### 분데스리가 진출
우드콕은 이후 1979-80 시즌을 앞두고 서독의 쾰른으로 £600,000(2023년 기준 £3,830,000에 상응하는 가치)에 이적했다. 그는 쾰른 연고 구단에서 81번의 경기에 출전해 28골을 기록했다.

### 아스널
그는 1982년 월드컵이 끝나고 £500,000에 테리 닐 감독이 이끄는 아스널로 이적하면서 잉글랜드 무대에 복귀했다. 우드콕은 이후 3년 동안 아스널의 구단 최다 득점자로 이름을 올렸는데, 1983-84 시즌에는 21골을 기록했다. 이 중 [[애스턴 빌라 FC|애스턴 빌라와의 경기에서는 5번 골망을 흔들어 전후 단일 경기 최다골 기록을 세웠고, 마지막 브리티시 홈 챔피언십 경기에서 득점을 기록했다. 그는 아스널의 1982-83 시즌 두 국내 컵대회의 준결승행을 도왔고, 테리 닐 감독이 1983-84 시즌 전반기에 부진하여 1983년 12월에 해임된 뒤 새로 취임한 던 하우 감독 체제에서도 입지가 탄탄했다. 그는 1984-85 시즌 초반기에 포병 군단에서 인상적인 활약을 펼쳤는데, 1984년 가을에는 리그 선두를 달리기도 했다.
그러나, 그는 1985년 3월에 중상을 당하면서 기량이 현저히 떨어졌다. 1986년 5월에 조지 그래엄 감독이 새로이 취임하면서, 30세의 우드콕은 전력 외로 밀려났다.
우드콕은 포병군단 소속으로 도합 169번의 경기에 출전해 68골을 기록했다.

### 독일 무대 복귀
우드콕은 이후 £200,000 가량의 이적료에 쾰른으로 복귀했다. 쾰른 2기에, 우드콕은 49번의 경기에 출전해 11골을 기록했다. 그는 포르투나 쾰른에서 37번의 경기에 출전해 5골을 기록하고 1990년에 은퇴했다.

## 국가대표팀 경력

### 잉글랜드 U-21
우드콕은 잉글랜드 U-21 국가대표팀 경기에 2번 출전해 5골을 기록했다. 이 중 2골은 이탈리아 U-21 국가대표팀을 상대로 기록했다.

### 잉글랜드 성인 국가대표팀
우드콕은 헝가리와의 경기를 앞두고 처음으로 잉글랜드 성인 국가대표팀에 차출되었다. 그는 1978년에 북아일랜드를 상대로 잉글랜드 국가대표팀 첫 경기를 치렀다. 그는 이후 국가대표팀에서 총 42경기를 출전했고,(16골 득점) 유로 1980과 1982년 월드컵에 참가했다. 그는 1986년 월드컵 예선전에도 참가했지만, 최종 명단에서 제외되었다.

## 수상
노팅엄 포리스트
- 1부 리그: 1977–78
- 풋볼 리그컵: 1977–78, 1978–79
- 채리티 실드: 1978
- 유러피언컵: 1978–79

개인
- 노팅엄 포리스트 올해의 선수: 1977
- PFA 올해의 신인 선수: 1977–78[8]
- 아스널 올해의 선수: 1982−83[14]
- 아스널 구단 최다 득점자: 1982–83, 1983–84, 1984–85